# Grote keizerlibel
De grote keizerlibel (Anax imperator) is een echte libel (Anisoptera) uit de familie van de glazenmakers (Aeshnidae). Het is een zeer grote en opvallende libel die algemeen voorkomt. De soort is zeer mobiel en weet nieuwe leefgebieden snel te bereiken.
De wetenschappelijke naam van de soort werd in 1815 gepubliceerd door William Elford Leach.

## Kenmerken
De grote keizerlibel is de grootste vertegenwoordiger van de glazenmakerfamilie. Het is in België en Nederland na de zeer zeldzame gewone bronlibel (Cordulegaster boltonii) de grootste libel. De lichaamslengte van volwassen dieren ligt tussen 64 en 84 millimeter. Ook de larve is groot tot zeer groot (45–59 mm), met een lang halsvormig ingesnoerd prementum en ovaalvormige ogen met een licht gebogen achterrand.
Het borststuk van de libel is vrijwel egaal groen zonder schouderstrepen. De tekening op het voorhoofd bestaat uit een zwart vijfhoekje en een zwarte streep, met daartussen een blauwe lijn. Het mannetje heeft een hemelsblauw achterlijf met aan de bovenzijde een zwarte lengtestreep. De ogen zijn groen met een blauwe tint. Het vrouwtje heeft een groen achterlijf (soms flets blauw), met een brede donkerbruine lengtestreep. Bij jonge vrouwtjes kan de groene kleur op borststuk en achterlijf bruinig worden. De ogen zijn groen, vaak met een bruine tint. De vleugels hebben vaak een lichte bruine beroking, op beide helften van de vleugels. Pas uitgeslopen dieren van beide geslachten hebben een gelig achterlijf.

## Vliegtijd
De vliegtijd van de grote keizerlibel is van half mei tot en met eind oktober, met de grootste aantallen van half juni tot eind augustus.

## Gedrag en voortplanting

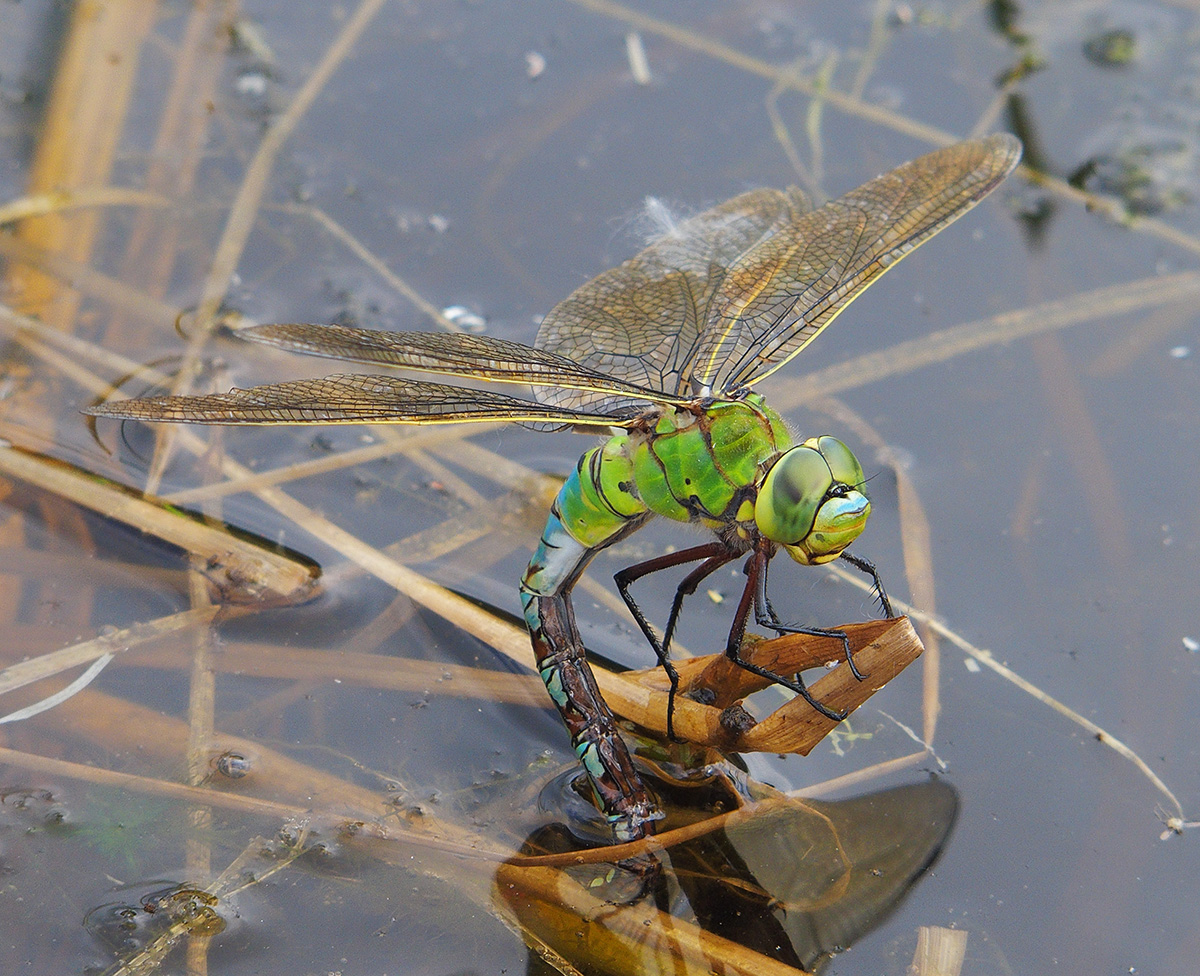
ei-afzettend vrouwtje in het Aamsveen

Jonge larven leven tussen ondergedoken waterplanten, dicht bij het wateroppervlak. Oudere larven kunnen ook op ander plaatsen in ondiep water worden aangetroffen. De larven overwinteren één of twee keer. De larven die een tweede winter doorbrengen doen dit als volgroeide larve, waardoor ze al in mei in een korte periode kunnen uitsluipen. De larven die na één winter al uitsluipen doen dit later en verspreid over een langere periode: juni tot en met eind augustus.
De mannetjes patrouilleren langdurig boven het water en de oever, waarbij ze hun achterlijf kenmerkend licht gebogen houden. Andere grote libellen worden verjaagd. Net als andere glazenmakers maken grote keizerlibellen lange jachtvluchten op beschutte plaatsen, zoals bosranden, heidevelden, enz. Soms worden daarbij grote prooien gegrepen, waaronder vlinders en andere libellen. De paring vindt meestal plaats in een boom. In tegenstelling tot andere keizerlibellen zet het vrouwtje daarna in haar eentje de eitjes af, meestal in drijvend plantenmateriaal. Vaak gebeurt dit aan het einde van de middag.

## Habitat
De habitat van de grote keizerlibel omvat plassen, poelen, vennen, vijvers, sloten en langzaam stromende wateren, bij voorkeur met een voedselrijk, basisch of lemig karakter. De soort komt vaak voor bij grotere plassen of vijvers, maar voortplanting vindt ook plaats bij kleinere plasjes, vennen, (stromende) sloten en kanalen. Voor de geschiktheid van een biotoop lijkt bepalend dat het water relatief snel opwarmt en voldoende ruimte biedt voor de vrij grote territoria van de mannetjes.

## Verspreidingsgebied
De soort komt in vrijwel heel Europa voor (in Scandinavië alleen in het uiterste zuiden) en ook in het westen van Azië en in geheel Afrika. In België is de soort zeer algemeen en in Nederland algemeen, maar schaars in de open zeekleigebieden van Noord-Holland, Friesland en Groningen.

## Verwante en gelijkende soorten
Verwarring is mogelijk met de zuidelijke keizerlibel, de groene glazenmaker, de zuidelijke glazenmaker en eventueel met de zadellibel.
Mannetjes van de zuidelijke keizerlibel (Anax parthenope) en de zadellibel (Anax ephippiger) hebben meestal geen blauw maar zandkleurig, bruin of grijs achterlijf. Wel hebben zij een sterk contrasterend blauw 'zadel', wat bij de grote keizerlibel ontbreekt. Het borststuk van de zuidelijke keizerlibel en de zadellibel kan verschillende kleuren hebben, maar is nooit geheel grasgroen zoals bij de grote keizerlibel.
Vrouwtjes van de grote en zuidelijke keizerlibel zijn variabel gekleurd en lijken soms sterk op elkaar. Het borststuk van de grote keizerlibel is doorgaans groener. Aan het begin van het achterlijf hebben zuidelijke keizerlibellen een gele ring, die bij grote keizerlibellen alleen aanwezig is bij jonge dieren. Vrouwtjes van de zadellibel hebben vaak geen duidelijk blauw zadel, maar verschillen dan van de grote keizerlibel door het oranjebruine achterlijf en het bruingele borststuk.
De drie soorten hebben verder detailverschillen in de koptekening en de vorm van de achterlijfsaanhangselen. Vrouwtjes van de zuidelijke keizerlibel hebben bovendien twee kleine doorntjes achter de ogen.
Mannetjes van de zuidelijke glazenmaker (Aeshna affinis) doen soms in eerste instantie even denken aan een grote keizerlibel (blauwe ogen, een groen borststuk en een blauw achterlijf). Zuidelijke glazenmakers zijn echter beduidend kleiner, zijn nog feller blauw en hebben een lichter getint borststuk, met zwarte lijnen. Ze missen de centrale zwarte streep over het achterlijf.
Tot slot lijkt ook de groene glazenmaker (Aeshna viridis) op de grote keizerlibel. Groene glazenmakers hebben echter een mozaïektekening van vlekjes op het achterlijf, in plaats van een doorlopende zwarte streep. Bovendien is het borststuk van groene glazenmakers aan de bovenkant bruin met twee brede groene schouderstrepen, in plaats van geheel groen.
In het larvenstadium lijkt de soort ook sterk op de zuidelijke keizerlibel. De verschillen zitten hem met name in de geslachtskenmerken. De ovipositor bij vrouwtjes van de zuidelijke keizerlibel is korter en breder. De mannelijke projectie is bij de zuidelijke keizerlibel redelijk kort.

## Bedreigingen en bescherming
De soort staat op de Rode Lijst van de IUCN als niet bedreigd, beoordelingsjaar 2009, de trend van de populatie is volgens de IUCN stabiel.
De zuidelijke keizerlibel komt niet voor op de Nederlandse Rode Lijst (2004). Op de Belgische Rode Lijst (1998) geldt hij als niet bedreigd.

## Afbeeldingen

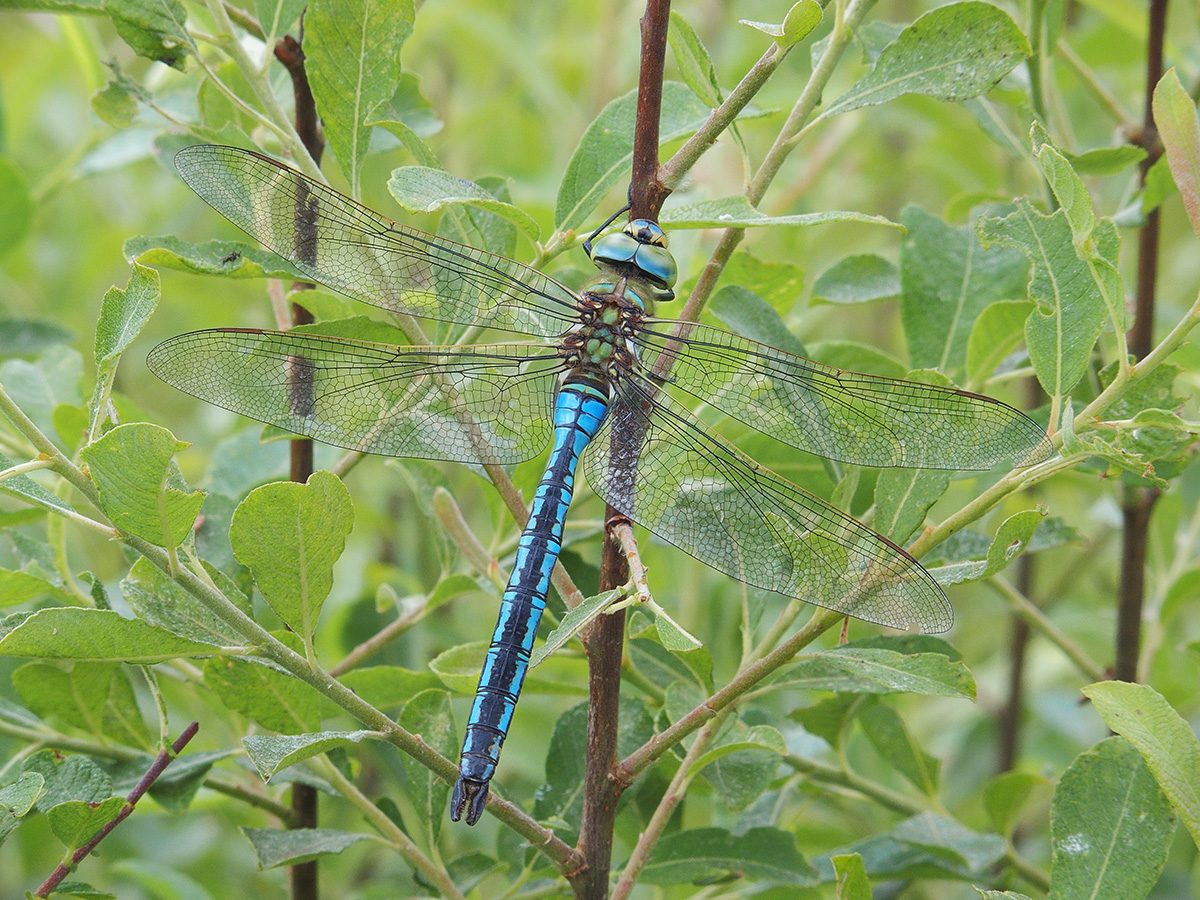
Mannetje in het Aamsveen
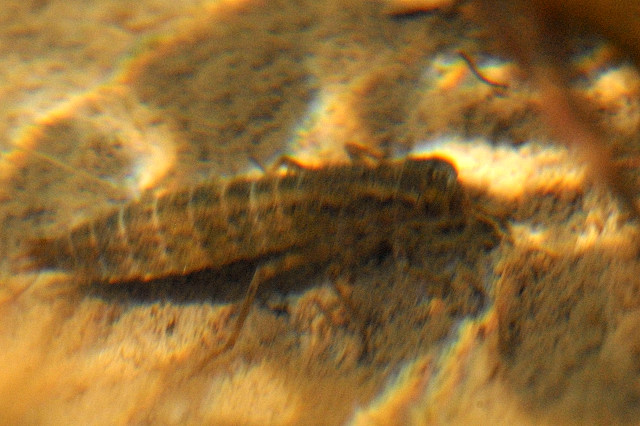
Larve
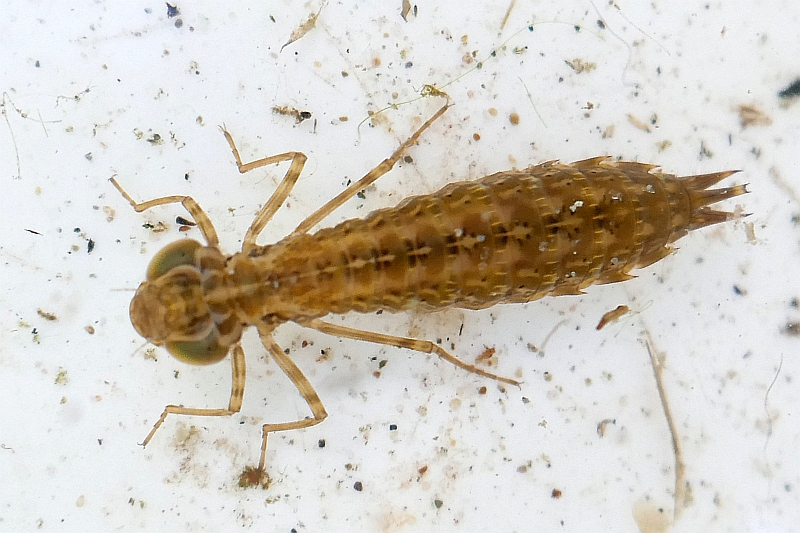
Larve
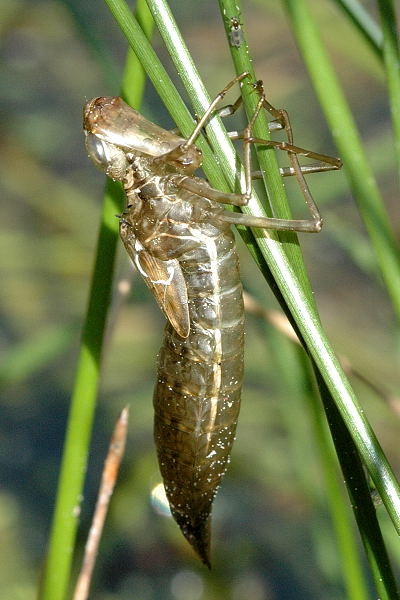
Exuvium
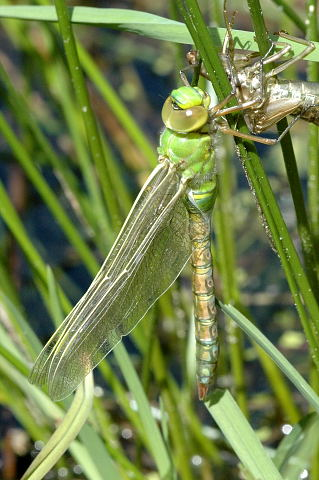
Pas uitgeslopen volwassen dier dat zich oppompt
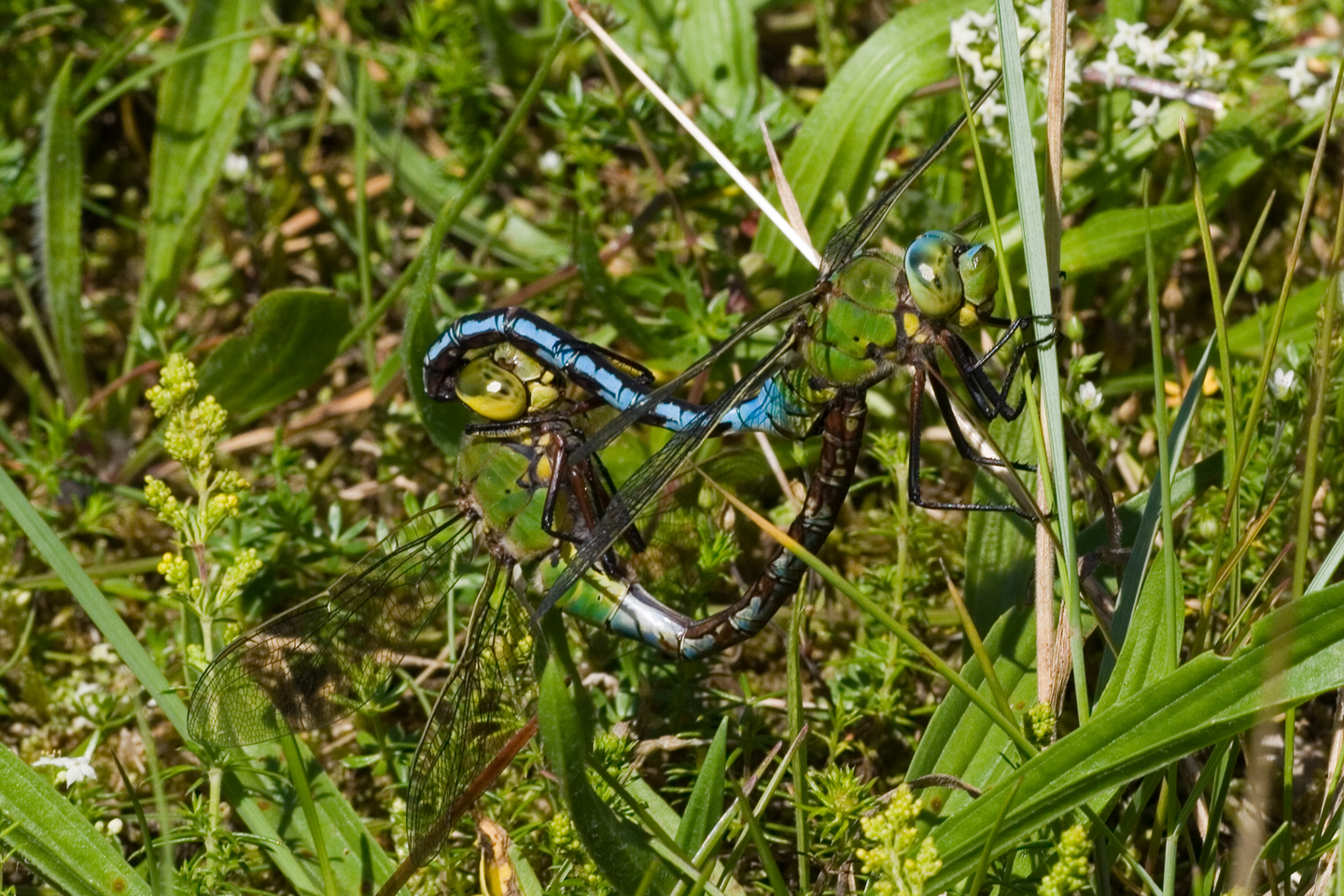
Paring